# Dơi quạ Makira
Dơi quạ Makira (danh pháp hai phần: Pteropus cognatus) là một loài dơi quạ trong họ Dơi quạ, bộ Dơi. Loài này được K. Andersen mô tả năm 1908. Loài này chỉ được tìm thấy ở quần đảo Solomon.

## Hình ảnh